# マリー・アーデルハイト・ツア・リッペ
マリー・アーデルハイト・ツア・リッペ（Marie Adelheid Prinzesssin zur Lippe, 1895年8月30日 ドローゲルヴィッツ - 1993年12月25日 タンクシュテット）は、ドイツの貴族女性、著述家、翻訳家。ナチ党支持・優生学支持・ホロコースト否認の論陣に立ち、ナチ党政権時代は帝国農業指導者ヴァルター・ダレの副官の1人として、党のプロパガンダ活動に従事した。

## 生涯
リッペ＝ビースターフェルト伯家家長エルンストの弟ルドルフ（1856年 - 1931年）と、その妻のアルデック侯女ルイーゼ（1868年 - 1959年）の間の第3子、長女として生まれた。全名はマリー・アーデルハイト・マティルデ・カロリーネ・エリーゼ・アレクセ・アウグステ・アルベルティーネ（Marie Adelheid Mathilde Karoline Elise Alexe Auguste Albertine）である。
1905年にエルンスト伯の長男レオポルトがリッペ侯レオポルト4世として即位すると、一族は伯爵からリッペ侯子・侯女の爵位に格上げされ、シュタンデスヘルから統治者身分の君侯に復帰した。1918年のドイツ革命で退位したレオポルト4世は父の甥（従兄）であると同時に、義理の叔父（母の異母妹の夫）だった。母ルイーゼは、最後のヘッセン選帝侯フリードリヒ・ヴィルヘルム1世の息女マリアとヘッセン公子ヴィルヘルムの間の娘だったが、マリアの母が平民出身だったことが災いしてヘッセン家の正式な一員と認められていなかった。なお、従甥のベルンハルトはオランダ女王ユリアナの夫君となっている。
1920年5月19日、ドローゲルヴィッツにおいてロイス＝ケストリッツ侯子ハインリヒ32世と結婚した。しかし結婚から1年も経たない1921年2月18日に2人は離婚する。そして離婚から2か月後の1921年4月12日、マリー・アーデルハイトはハインリヒ32世の実弟であるロイス＝ケストリッツ侯子ハインリヒ35世（1887年 - 1936年）とブレーメンで再婚した。この時すでに彼女はハインリヒ35世の子を身ごもっており、1921年5月26日に息子ハインリヒ5世（1921年 - 1980年）を出産した。2年後の1923年6月23日、マリー・アーデルハイトはハインリヒ35世と離婚した。
1927年2月24日にベルリンにおいて、中央官庁の公務員ハンノ・コノパツキ（Hanno Konopacki、1882年 - 1962年）と3度目の結婚をした。コノパツキはプロイセン州地裁判事補や被雇用者向け帝国保険庁職員などの経歴を持ち、北方人種賛美者・優生学思想支持者の集う文化芸術サークル「ノルディッシャー・リンク（Nordischer Ring、北方の環）」の主宰者だった。同サークルは北方人種を西洋文明やドイツ文化の創造者と見なす排他的な人種理論を信奉し、異教思想の影響を受けていた。保守愛国的な芸術サークルの主催者として、コノパツキ夫妻はジークフリート・ワーグナー夫妻らと親しく交流した。夫妻は後に、ポーランド的な響きを持つ「コノパツキ（Konopacki）」姓を「コノパト（Konopath）」に改めた。
コノパト夫妻は1930年に国家社会主義ドイツ労働者党（ナチ党）の党員となったが、同党には異教思想に近いグループを嫌う有力者がいた。熱心な福音派信徒だったナチ党プロイセン州議会議員団長ヴィルヘルム・クーベである。クーベは1936年、コノパトの異教思想への傾倒を暴露し、コノパトからドイツ・キリスト者幹部の地位を取り上げた。コノパトはさらに帝国国債管理局プロイセン州財務顧問の職を追われ、党の役職を全て失って没落した。マリー・アーデルハイトは1936年10月2日にコノパトと離婚した。
異教的な人種理論の信奉者として、マリー・アーデルハイトはナチ党の「血と土」のイデオロギーに心酔した。この思想を普及させたのはコノパトの友人でナチ党全国農業指導者・食糧農業大臣のヴァルター・ダレであり、彼女はダレの副官として雇われた。マリー・アーデルハイトはナチ党の大義、特にダレの人種理論に関する思想を普及させるために自身の著述の才能を捧げた。彼女は次々に党の宣伝の色合いの濃いエッセイや小説を書き、ダレの著作集を編集した。またマリー・アーデルハイトは1938年、従弟のリッペ侯世子エルンスト（レオポルト4世侯の長男）をダレに紹介し、エルンストも彼女と同じくダレの副官として働くようになった。
第二次世界大戦でナチ党体制が崩壊した後も、マリー・アーデルハイトは執筆・翻訳活動を通じて急進右翼の政治運動を続け、様々なネオナチ組織で積極的な役割を演じた。彼女はホロコースト否認論の有力な著作であるポール・ラシニエの『ヨーロッパ・ユダヤ人のドラマ（Le Drame des Juifs européens）』を1964年にドイツ語に翻訳・出版した。この他、否認論者ハリー・エルマー・バーンズの『恒久平和のための恒久戦争：フランクリン・デラノ・ルーズヴェルトの外交政策に対する批判的検討（Perpetual War For Perpetual Peace: A Critical Examination of the Foreign Policy of Franklin Delano Roosevelt）』をドイツ語に翻訳・出版した。また、否認論者のティース・クリストファーゼンが発行していた月刊新聞『ドイツ農民（Deutscher Bauer）』に資金援助を行った。
1993年に98歳の高齢で死去した。

## 引用
1. 1 2 3 4  Gossman, p. 65.
2. ↑  Konopath, Hanno - „Akten der Reichskanzlei. Weimarer Republik” online, Biographien H-L.
3. 1 2  Gossman, p. 69.
4. ↑  Steigmann-Gall, p. 110.
5. ↑  ハーマン、P186
6. ↑  ハーマン、P187
7. ↑  Steigmann-Gall, pp. 110-111.
8. 1 2  Petropoulos, p. 266.
9. ↑  Gossman, pp. 1-2 and 65.
10. 1 2 3 4  Gossman, p. 2.
11. ↑  Petropoulos, p. 267.
12. 1 2  Gossman, p. 66.
13. ↑  Gossman, pp. 112 and 179-180.
14. ↑  Gossman, pp. 114-115.